# Смуглевич, Лукаш
Лукаш Смуглевич (пол. Łukasz Smuglewicz, лит. Lukošius Smuglevičius; 1709, Жмудь — 26 октября 1780, Варшава) — польский художник, работавший в Литве, отец художников Антония и Франциска Смуглевичей.

## Биография
Учился в Варшаве сначала у придворного живописца Яна Самуэля Моцка, затем у Шимона Чеховича, на племяннице которого Регине Олесницкой был женат вторым браком. С 1761 года придворный живописец короля польского Августа III в Варшаве.

## Творчество
Автор настенной росписи в Замостье (1749), костёле Воздвижения Креста и Святого Иосифа в Подгорецком замке (вместе с сыном Антонием Смуглевичем, 1765), других поместьях Польши. Создавал композиции на религиозные и мифологические темы: две картины в алтаре августинского костёла Святого Мартина в Варшаве (1761), по гравюрам Шарля Лебрена «Триумф Александра Македонского» и «Александр Македонский в шатре Дария» (1775), «Смерть Дария» (около 1775), а также портреты короля и членов его семьи. Его произведениям присущи черты стилей барокко и рококо.
Произведения Лукаша Смуглевича имеются в музеях Литвы.